# Koljeno
 Ovo je glavno značenje pojma Koljeno. Za druga značenja pogledajte Koljeno (razdvojba).
Koljeno je najveći zglob u ljudskom tijelu. 
Zglob koljena spaja bedro s nogom. Koljeno omogućuje savijanje i protezanje noge kao i blage medijalne i lateralne rotacije. Ligamenti oko koljena imaju ulogu stabilnosti ograničavanjem pokreta i štite koljeno.
Kod ljudi, koljena trpe gotovo cijelu težinu tijela pa su ranjiva i podložna ozljedama, bilo kratkotrajnim ili dugotrajnim poput osteoartritisa.
Nakon rođenja, beba neće imati koljena građeno poput odraslih. Kod djevojčica koljeno će se razviti do 3. godine, a kod dječaka do 5. godine.
Koljeno može boljeti zbog traume, degeneracije ili bolesti poput artritisa. Lakše tegobe vezane uz bol u koljenima, mogu se liječiti i kod kuće pomoću hlađenja koljena ledom i sl., ali ozbiljnije ozljede zahtijevaju liječničku skrb.
|  | Molimo pročitajte upozorenje o korištenju medicinskih informacija. Ne provodite liječenje bez savjetovanja s liječnikom! |